# Copa de degustación

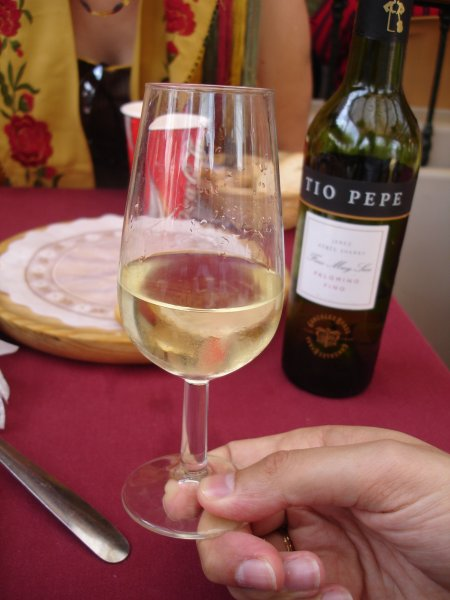
Demostración de cómo tomar una copa de degustación para no calentar el vino.

La copa de degustación, copa de cata o catavino es una copa de cristal para uso en catas de vino u otros líquidos. 
En el caso del vino, la copa aceptada internacionalmente como más idónea es la denominada copa Afnor (Asociación Francesa de Normalización) con una capacidad de 215 cc y que responde a la Norma Internacional ISO 3591-1977. 

## Características
Las características de esta copa son:
- Material: cristal transparente e incoloro y con un porcentaje máximo de plomo del 12%.
- Altura total: 155 mm.
- Altura del balón: 100 mm.
- Altura de la base al pie: 55 mm.
- Diámetro en la parte más ancha: 65 mm.
- Diámetro en el borde superior: de 46 mm.
- Diámetro de la base: 65 mm.
- Grosor del balón: 0,8 mm.
- Grosor del pie: 9 mm.
- Capacidad: 215 cc.

Dado que esta copa Afnor es pequeña y poco estética, muchos profesionales recomiendan la copa Oenologue que es más atractiva, con mayor capacidad, boca más grande y permite introducir mejor la nariz. Aunque la copa oenologue está hecha de cristal más fino, tiene más peso lo que, aliado con un pie más largo, facilita los movimientos necesarios para olfatear el vino.
De hecho, hay especialistas que sostienen que cada vino debe degustarse en su copa más adecuada. La forma, la altura, el ancho de la abertura de la copa y su panza afectan la distribución volátil de las sustancias aromáticas del vino. Cuanto más joven es el vino más grande debería ser la copa, de manera de apreciar su máximo espectro de aroma y sabor. Para productos de aromas intensos, como el jerez, sería preferible una copa más pequeña.
Actualmente se encuentran en el mercado distintos fabricantes que han diseñado diferentes tipos de copa según el tipo de vino o variedad de uva. El uso exclusivo de una copa en catas no está generalizado y se ha vuelto poco frecuente.
En Andalucía se denomina catavino a una copa de diseño determinado, en la que se sirven los jereces y los vinos de Montilla-Moriles. El vino se escancia en esta copa desde el barril, usando la venencia o la botella. 